# Wereldkampioenschap basketbal vrouwen 1957
Het WK Basketbal voor vrouwen 1957 is het tweede gehouden wereldkampioenschap basketbal voor vrouwen. Twaalf landen die ingeschreven waren bij de FIBA, namen deel aan het toernooi dat gehouden werd in Brazilië. Het basketbalteam van de Verenigde Staten werd de uiteindelijke winnaar van het toernooi.

## Eindklassering
| #      | Land              |
| ------ | ----------------- |
| Goud   | Verenigde Staten  |
| Zilver | Sovjet-Unie       |
| Brons  | Tsjecho-Slowakije |
| 4      | Brazilië          |
| 5      | Hongarije         |
| 6      | Paraguay          |
| 7      | Chili             |
| 8      | Mexico            |
| 9      | Argentinië        |
| 10     | Australië         |
| 11     | Peru              |
| 12     | Cuba              |

| WK basketbal voor vrouwen 1957 winnaar |
| -------------------------------------- |
| Verenigde Staten Tweede titel          |